# 류승곤
류승곤(1980년 11월 12일 ~ )은 대한민국의 성우로, 2000년 연극 배우로 활동했다가, 2004년 문화방송 성우극회 공채 17기 로 입사했다. 배우자는 같은 소속의 성우인 박신희다.

## 출연 작품

### 애니메이션
- 아웅다웅 동화나라 (MBC)
- 장금이의 꿈 1, 2기 (MBC) - 민정호
- 아빠 어릴 적엔 (MBC)
- 내친구 마카다 (MBC)
- 에어로버 (MBC) - 첸
- 파이널 판타지 (MBC) - 과학자
- 베리베리 뮤우뮤우 뉴 - 파이
- 터닝메카드 (KBS ) - 독꼬리
- 터닝메카드 W (KBS ) - 독꼬리(서준의 테이머)
- 터닝메카드 R (KBS) - 독꼬리
- 신비아파트 고스트볼 ZERO (투니버스) - 현악귀
- 엉뚱발랄 콩순이 5기 (KBS) - 할아버지
- 가이킹 - 대공마룡의 전설 - (재능TV) - 소룡
- 건퍼레이드 오케스트라 (애니맥스) - 류조지 시온
- 꿈빛 파티시엘 프로페셔널 (투니버스) - 죠니
- 데스노트 (애니원) - 류우가 히데키, 경비원
- 맥스 스틸 (애니맥스) - 맥스 맥그래스
- 명탐정 코난 (애니맥스) - 안정훈
- 몬스터 버스터 클럽 (애니박스) - 마크
- 메탈카드봇 (KBS) - 플레타Z
- 메탈카드봇S 강철의 귀환 (EBS) - 플레타Z
- 미라클 체인지! 퍼펙트 반장 (챔프) - 마이클
- 바질리스크 ~코우가인법첩~ (애니박스) - 핫토리 쿄하치로, 키사라기 사에몽, 카자마치 쇼겐
- 부릉부릉 친구들 (재능TV) - 마일즈
- 소년탐정 김전일 Original (애니박스) - 히야마 타츠유키
- 슈발리에 (애니맥스) - 막시밀리앙 로베스피에르
- 스모모모모모모 ~지상최강의 신부~ (애니박스) - 요시오, 로이치, 강도, 우즈키 시로, 키모공
- 얼렁뚱땅 반쪽이네 (재능TV) - 장어개
- 에어 (애니맥스) - 타치바나 케이스케
- 원피스 New 홀케이크 아일랜드 편 - 빈스모크 이치디
- 유희왕 5D's (챔프) - 브릿츠
- 유희왕 ZEXAL (챔프) - 강유마
- 은하로 킥오프!! (애니맥스) - 남궁진
- 엽기인걸 스나코 (애니박스) - 거절남 등
- 절대가련 칠드런 (애니박스) - 마기, 켄, 총리, 오오바타
- 정령의 수호자 (애니박스) - 탄다
- 제로의 사역마 (애니맥스) - 헬리
- 채운국 이야기 2기 (애니맥스) - 육청아
- 천원돌파 그렌라간 (애니맥스) - 로시우
- 크게 휘두르며 (애니맥스) - 니시히로 신타로
- 토라도라! (애니맥스) - 코지
- 빛의 전사 프리큐어 Max Heart (대원방송) - 돌의 요정, 서큐러스, 노유천
- 헌터X헌터 리메이크 (애니맥스) - 카스트로
- 흑집사 (애니박스) - 소마 아스만 카다르
  - 흑집사 스페셜 (애니박스) - 소마
- 프리티 리듬 오로라 드림 (카툰네트워크) - 타키가와 쥰
- 꼬마버스 타요 (EBS) - 루키 / 앤디
- 베르사이유의 장미 (EBS) - 제로델, 카우니츠
- 터닝메카드 W: 반다인의 비밀 (투니버스) - 독꼬리
- 용감한 소방차 레이 (EBS) - 비콘
- 헬로 카봇(KBS) - 스피드
- 헬로 카봇 유니버스(SBS) - 독꼬리
- 헬로 카봇 X (SBS) - 스피드 X

### 영화 애니메이션
- xxx HOLIC 극장판 - 한 여름의 꿈 (애니박스 ) - 샤오랑
- 명탐정 코난 극장판 - 차한별
- 사랑의 하츄핑 - 리암/  집사
- 스페이스 치킨: 마법 부적의 비밀 - 치키
- 쿵푸 팬더 3 - 마스터 베어

### 특촬물
- 가면라이더 덴오(대원방송) - 사쿠라이 유토(가면라이더 제로노스)
- 극장판 가면라이더 이그제이드: 트루 엔딩 - 강인준(가면라이더 브레이브)
- 파워레인저 트레저포스 (대원방송) - 재키(트레저 실버)
- 파워레인저 엔진포스 (대원방송) - 발전 반기
- 파워레인저 고버스터즈 (대원방송) - 류지(블루 버스터)
- 파워레인저 닌자포스 (대원방송) - 신기원
- 긴급출동! 레스큐파이어 (재능TV) - 타이거 / A.I / 죠카엔
- 엑스가리온 - 마이크몬

- 마담 퐁파두르 (EBS) - 황태자
- 크리스마스 살인 (EBS) - 빅토
- CSI 과학수사대 (MBC) - 헨리
- CSI 뉴욕 (MBC)
- CSI 마이애미 (MBC)

### 영화 더빙
- 거북이도 난다 (SBS) - 파쇼 (사담 후세인 페이살)
- 마더 테레사(MBC)
- 미션 임파서블 3(MBC) - 릭(아론 폴)
- 세상의 중심에서 사랑을 외치다(MBC) - 공항 직원
- 신용문객잔(MBC)
- 호스티지(MBC)
- DOA(MBC) - 맥스(매슈 마즈든)
- 터미네이터2 (MBC)
- 트루 라이즈 (MBC)
- 페이스 오프 (MBC) - 캐스터의 동료(폴 힙)
- 대진제국 (MBC)
- 청사 (MBC)
- 모래와 안개의 집 (MBC) - 에스마일 (조나단 아도트) 외
- 쉬즈 더 맨 (MBC) - 엔드류(클리프톤 머리)
- 본 얼티메이텀 (MBC) - 마르틴 (다니엘 브륄) 외
- 콜드 마운틴 (MBC)
- 이탈리안 잡 (MBC) - 금고 차량 경비원(사이먼 리) / 경비원(오스카 누녜스)
- 언더월드 (MBC)
- 월드 오브 투모로우 (MBC)
- 80일간의 세계일주 (MBC) - 라이트 형제(루크 윌슨)
- 웰컴 투 정글 (MBC)
- 사무라이 픽션 (MBC) - 구로이와, 귀송
- 이연걸의 탈출 (MBC)
- 동방삼협 (MBC)
- 황후화 (MBC) - 원성 왕자 (친 쥔지에)
- 세컨핸드 라이온스 (MBC) - 월터 (헤일리 조엘 오스먼트)
- 울트라맨 가이아 (챔프) - 카지오
- 세 나라 영웅전 (MBC)
- 더 록 (MBC) - 로이스 (하워드 플라트)
- 토네이도 (MBC) - 롭
- 스내치 (MBC) - 유태인 소년
- 훌라 걸스 (MBC)
- 레이디 킬러 (MBC) - 강도(아마드 잭슨)
- 개같은 내 인생 (MBC)
- 굿 나잇 앤 굿 럭 (MBC) - 리버 라치(본인)
- 노브레인 레이스 (MBC)
- 알렉산더 (MBC) - 병사(리 안소니 파넬)
- 스토커 (MBC) - 직원(데이브 잉퍼)
- 아이 스파이 (MBC)
- 천녀유혼 (MBC) - 아근
- 코어 (MBC) - 데스티니 프로젝트 관계자(코스타 스파노스)
- 버드가의 섬 (MBC)
- 일본침몰 (MBC)
- 코로나도 (MBC)
- 에어 포스 원 (MBC) - 구조대원(J. 스콧 숀카)
- 나비효과 (MBC) - 넬슨 (데이빗 쿡)
- 투모로우 (MBC)
- 미션 (MBC) - 필리포(에이던 퀸)
- 히 러브스 미 (MBC)
- 히달고 (MBC) - 이등병(크리스 오언)
- 식스데이 세븐나잇 (MBC)
- 젠틀맨 리그 (MBC) - 군인(로버트 오르)
- 의천도룡기 (MBC) - 가짜 소림승
- 제르미날 (MBC)
- 프로텍션 (MBC)
- S.W.A.T. 특수기동대 (MBC) - 강도(그레고리 스폴레더)
- 아이엠 샘 (MBC)
- 실버호크 (MBC)
- 브루스 올마이티 (MBC) - 불량배(마크 아데어-리오스)
- 어바웃 어 보이 (MBC) - 지배인, 소년2
- 시빌 액션 (MBC)
- 픽쳐 클레어 (MBC)
- 엘프 (MBC) - 요정(크리스티안 아이리)
- 사선에서 (MBC)
- 윈스턴 처칠의 젊은 시절 (MBC)
- 옹박 (MBC) - 매드독 (데이빗 이스마로네)
- 빠삐용 (MBC)
- 식스팩 (MBC)
- 일렉션 (MBC) - 데이빗
- 헨리 이야기 (MBC)
- 패스트 & 퓨리스 (MBC)
- 순류역류 (MBC)
- 본 슈프리머시 (MBC) - 존 네빈스(팀 그리핀)
- 이브는 대단해 (EBS)
- 밴드 오브 브라더스 (MBC)
- 바람이의 모험 (MBC)
- 세나라 영웅전 (MBC)
- 천녀유혼2 (MBC)
- 세 얼간이 (MBC) - 라주 (셔먼 조쉬)
- 이터널스 - 데인 휘트먼(킷 해링턴)

### 내래이션

#### 교양/다큐멘터리
- 내 손 안의 책 (MY MBC)
- 와일드 인디아 (NGC)
- 와일드 러시아 (NGC)
- 와일드 미시시피 (NGC)
- 교활한 약탈자, 하이에나 (NGC)
- 와일드 와일드 웨스트 (NGC)
- 사악한 동물들 (NGC)
- 와일드 프레데터 (NGC)
- 야생의 지배자 (NGC)
- 어메이징 와일드 (NGC)
- 멸종위기, 연어의 전쟁 (NGC)
- 인간을 위협하는 치명적인 동물들 - 바다의 공포, 물밑의 공격자 (NGC)
- 일상탈출 세계견문록 (대구MBC)
- 브라이언 그린의 우주의 구조 (NGC)
- 물과 불의 공존, 하와이 (NGC)
- MBC 다큐프라임 294회 : 바다의 경고, 해안침식 (MBC)
- UMAX 한국, 우크라이나 수교 25주년 UHD 다큐멘터리 <한류, 또 다른 시작 1회> (UMAX)
- 2TV 생생정보 (KBS2)

#### 예능/버라이어티
- 베스트 슈즈 차트 (M.net)
- 스타골프쇼 (SBS 골프)
- 일요일 일요일 밤에 - 퀴즈프린스 (MBC)
- 젠장뉴스 (FOX)
- 토크 앤 시티 (스토리온)

#### CF
- AXA손해보험 AXA다이렉트
- 아모레퍼시픽 이니스프리 포레스트포맨 퍼펙트 올인원 에센스(이민호)편
- 한국GM 쉐보레 말리부 말리부의 철학편
- 한국GM 쉐보레 스파크S
- 한국GM 쉐보레 2014년형 퍼펙트 G2크루즈

#### 기타
- 내셔널지오그래픽채널 코리아 알림 목소리

### 게임
- 클로저스 - 볼프강 슈나이더
- 오버워치 - 라이프위버
- 007 제임스 본드: 퀀텀 오브 솔러스 - 용병 등
- 디아블로3
- 월드 오브 워크래프트 - 후오진 판다렌 수장 지 파이어포우
- 로맨틱 프린세스 - 란스 램브란트
- 리그 오브 레전드 - 타릭
- 사이퍼즈 - 잭 더 리퍼
- 로드 오브 다이스 - 레이븐
- 오버히트 - 아이작
- 마피아42 - 교주, 연인(남)
- 꿈왕국과 잠자는 100명의 왕자님 - 이설
- 쿠키런: 킹덤 - 민트초코 쿠키,치약초코 쿠키
- 그녀가 공작저로 가야했던 사정- 노아 벌스테어 윈나이트
- 원신 - 토마
- 아르카나 트와일라잇 - 시리우스
- 미러시티

### 드라마 CD
- Perle - 막시밀리언 요아힘
- kill the light - 필 햅슨 外
- 3월의 보름을 조심하라 - 김낙원
- 방구석에 인어아가씨 - 박도경
- 보이스북 - 홀리도어~뱀파이어의 만찬~ - 진
- 보이스북 - 1617 The Origin of Holydoor - 진
- 보이스북 - DEATH MATCH - 진